# Park Zdrojowy w Długopolu-Zdroju
Park Zdrojowy w Długopolu-Zdroju – park zdrojowy w Długopolu-Zdroju, znajdujący się w południowej części wsi. Odrestaurowany w latach 2010-2011 za cenę 4 mln zł, z czego 2,9 mln ze środków z Unii Europejskiej.

## Historia
Park założono w r. 1819. Jego obszar kilkakrotnie powiększano; w r. 1875 anektowano tereny leśne po drugiej stronie Nysy Kłodzkiej.

## Obiekty na terenie parku
- dom zdrojowy
- amfiteatr[1]
- staw z altaną
- grota ze źródłem wody mineralnej[2]
- drewniane tarasy widokowe, platformy, schody[4]
- pamiątkowy głaz z 1960 roku, upamiętniający XV-lecie wyzwolenia miejscowości[1]

## Flora i fauna
Stare sosny, cisy, buki, jawory, lipy, klony

## Szlaki turystyczne
Przez park przebiegają następujące szlaki turystyczne:
- Główny Szlak Sudecki: Przełęcz Spalona, Wilkanów

## Galeria

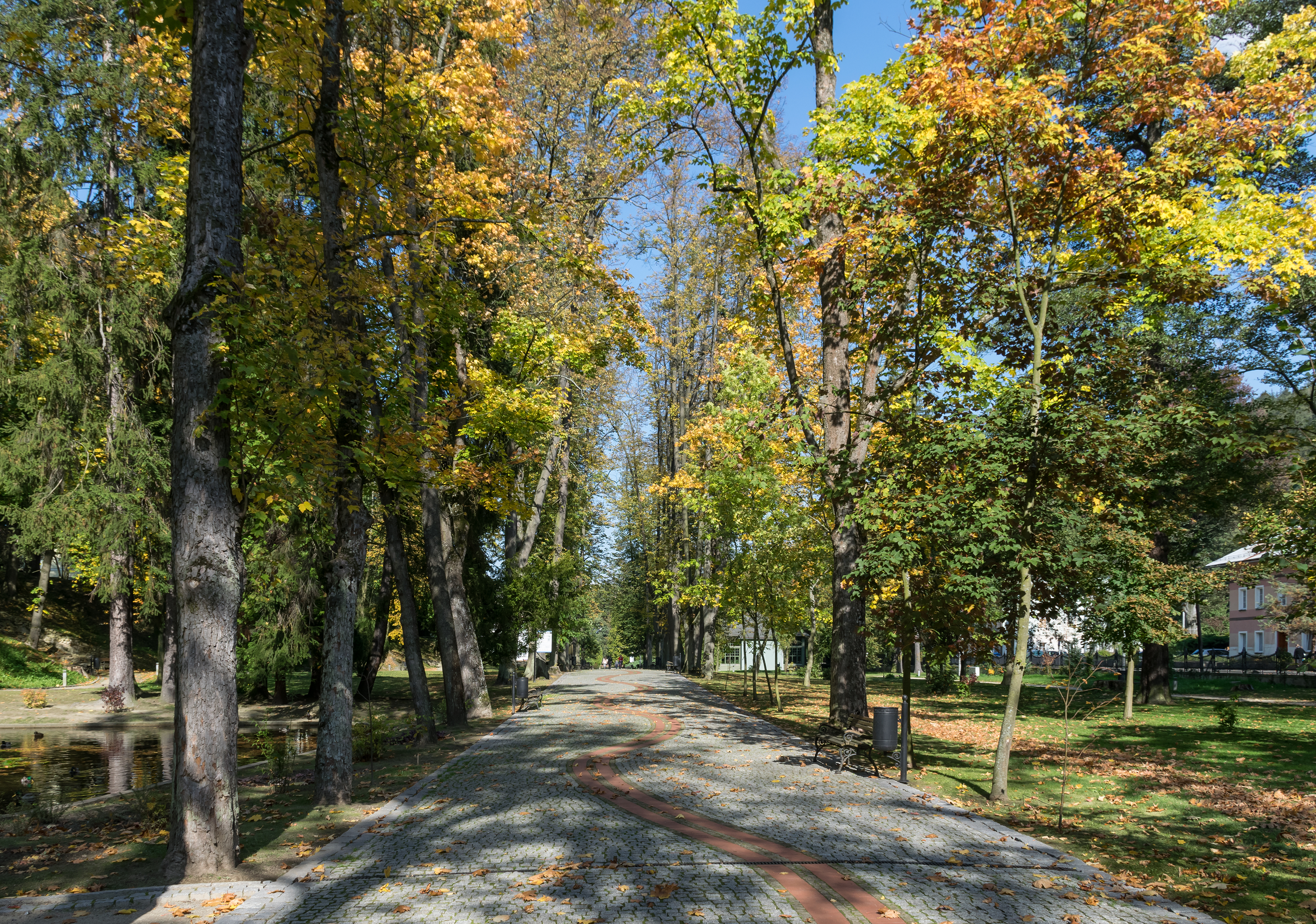
Alejka
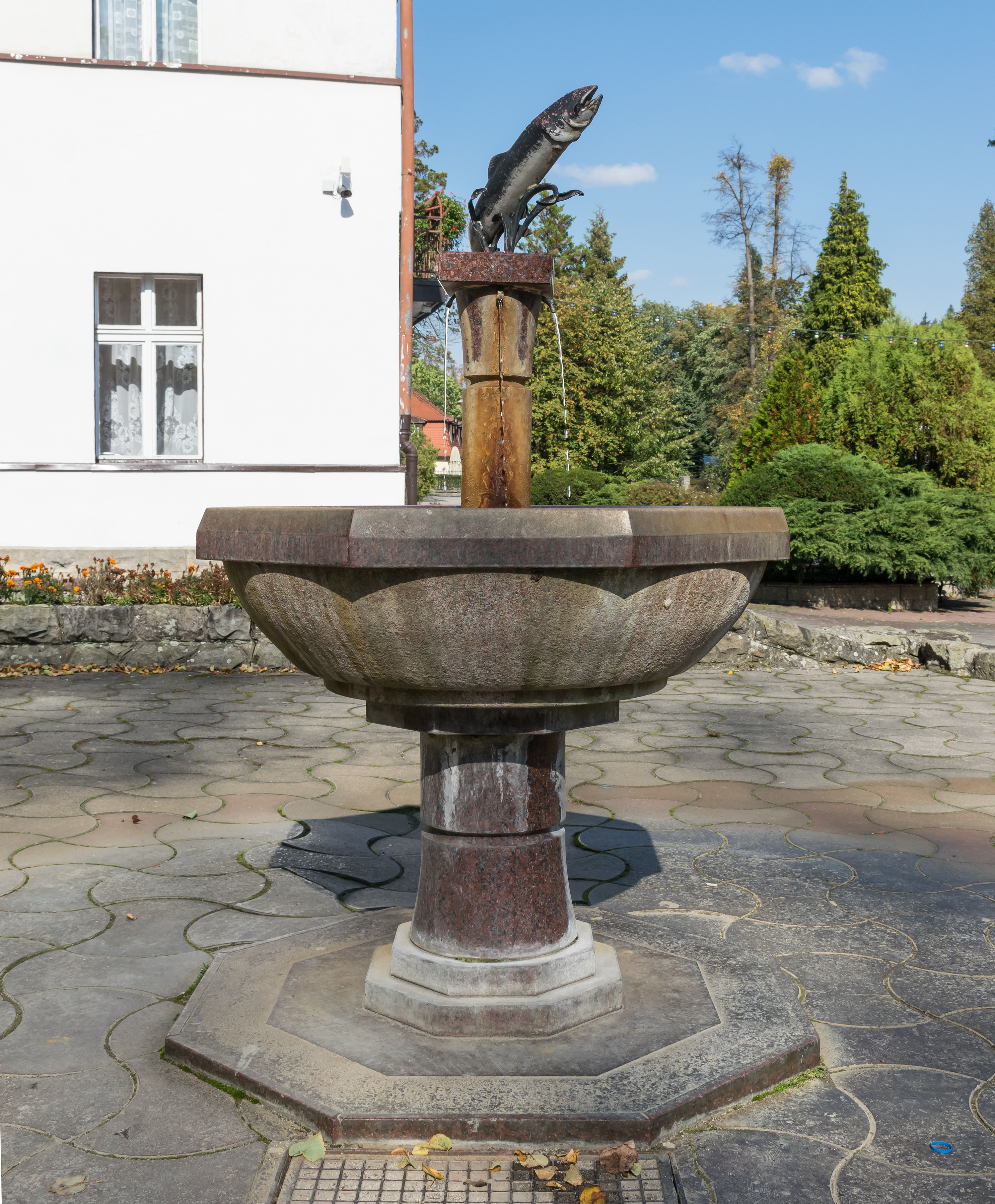
Źródło wody mineralnej
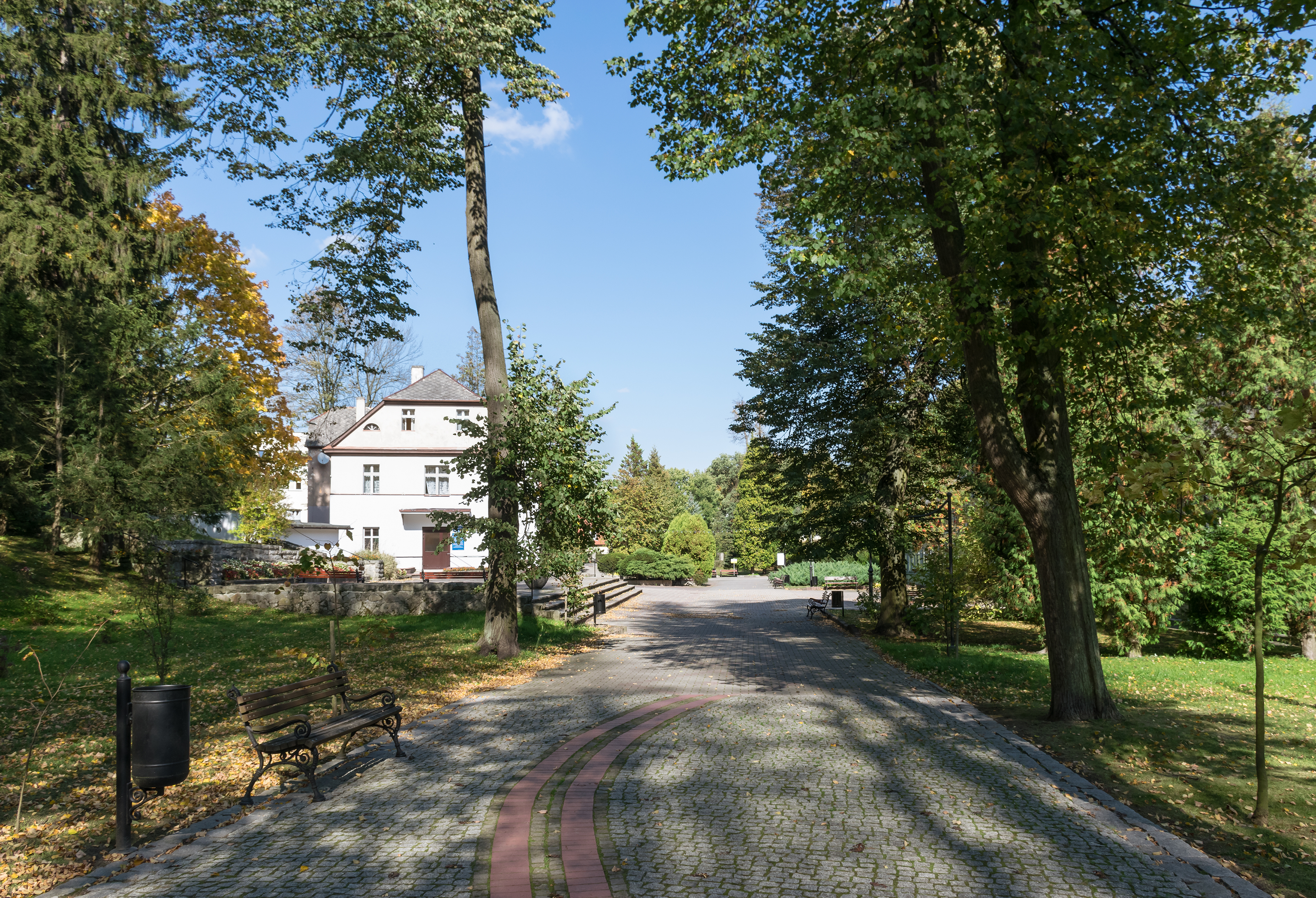
Alejka
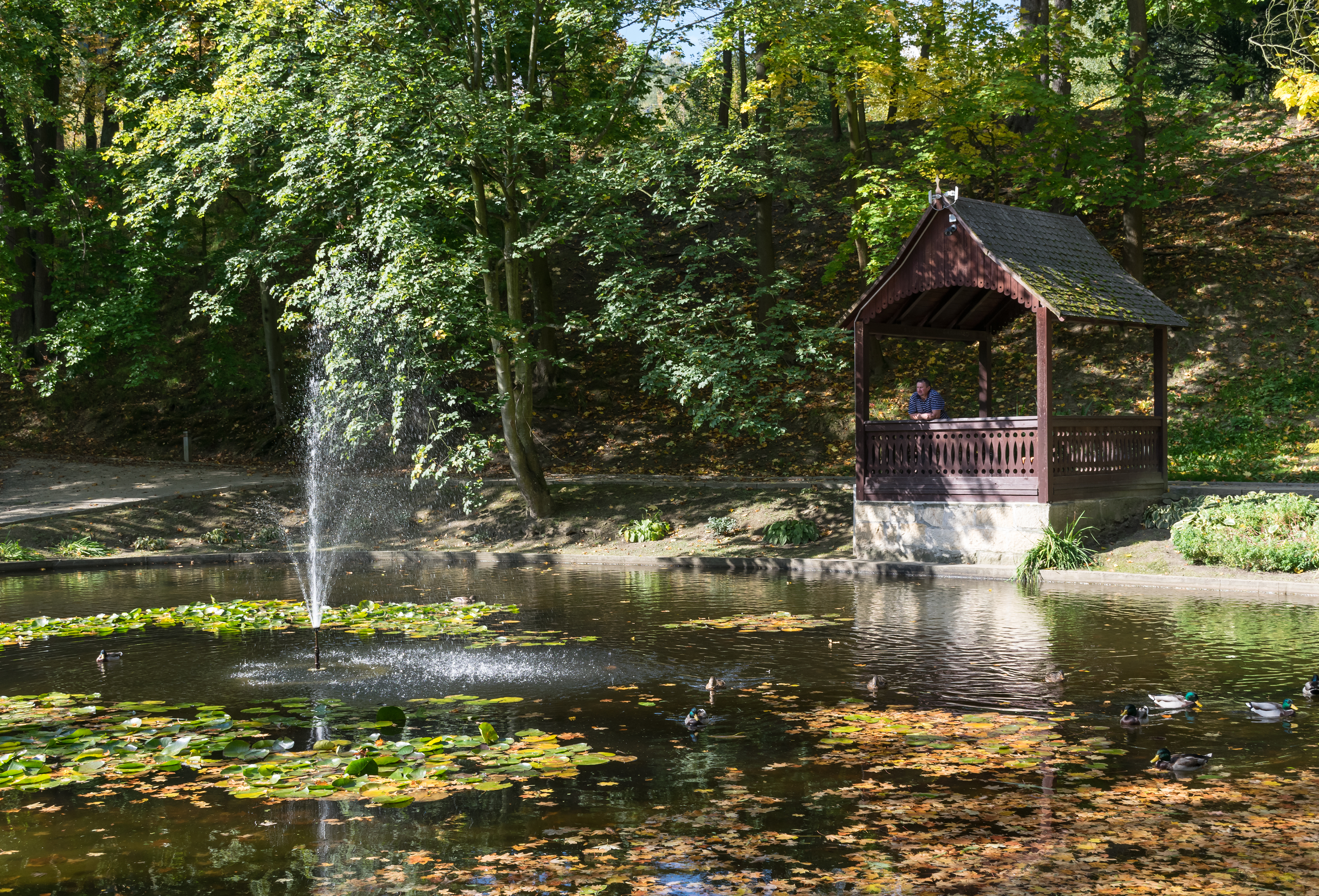
Staw
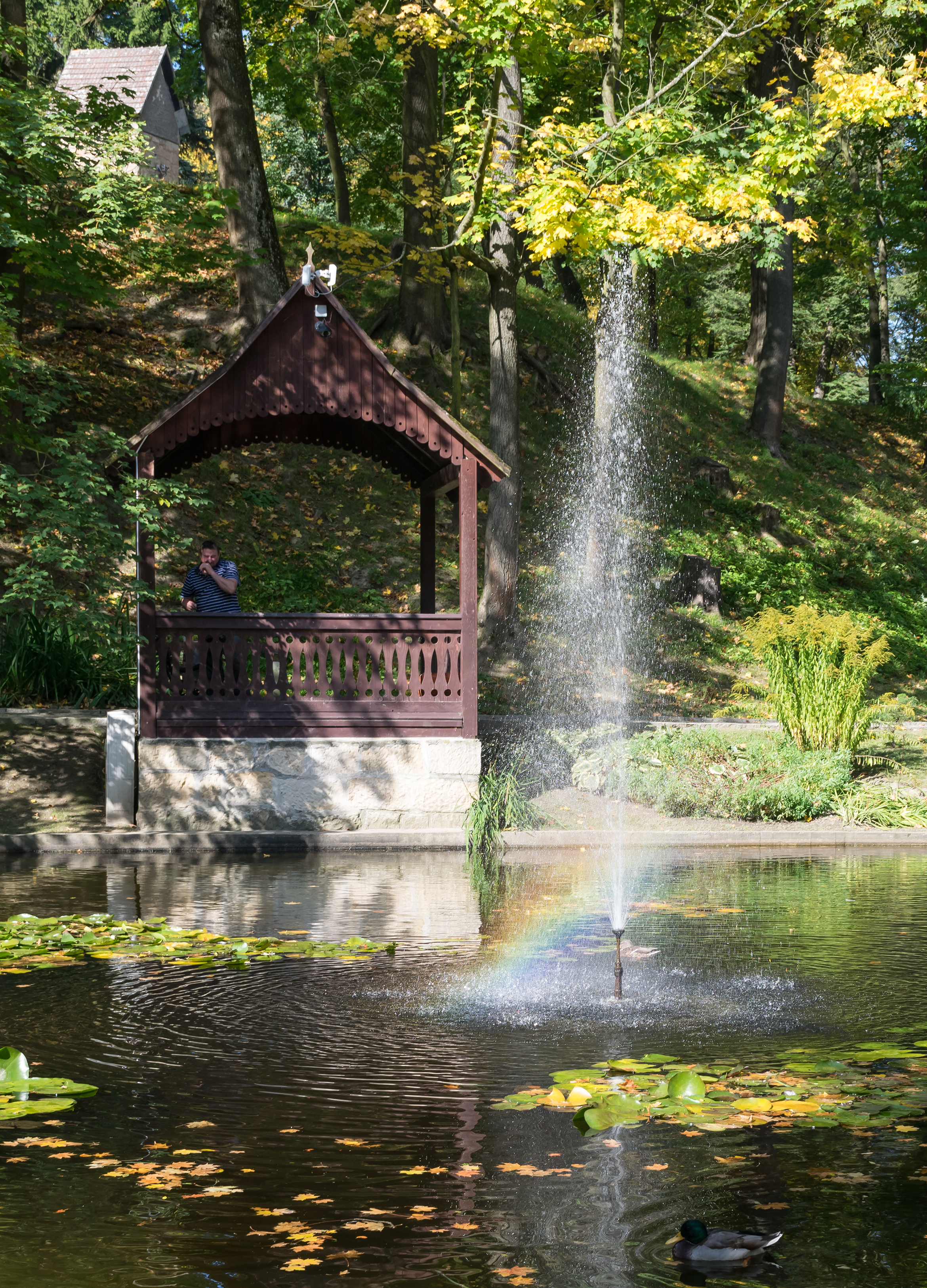
Altana i fontanna
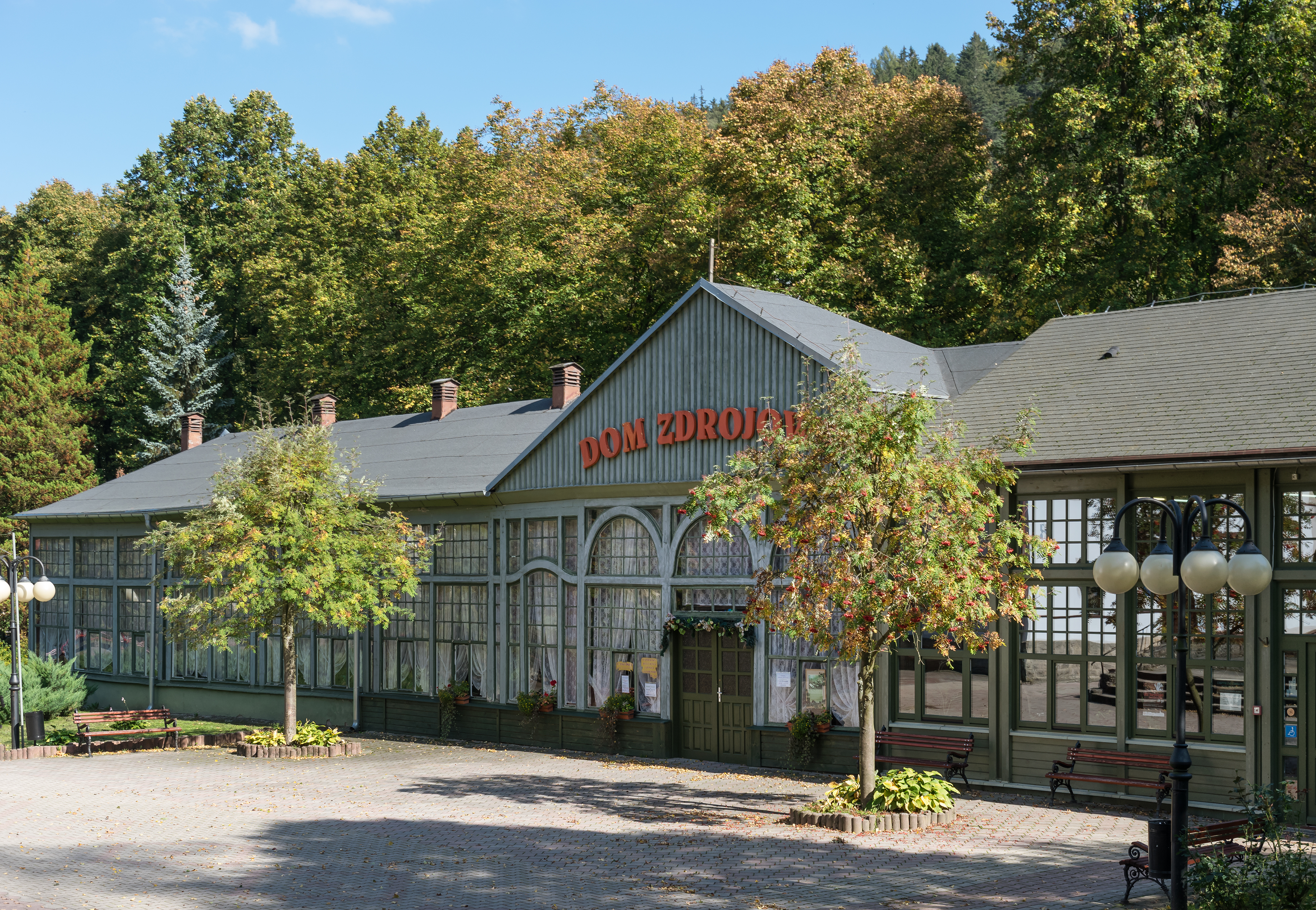
Dom zdrojowy